# Sendraž
Sendraž település Csehországban, Náchodi járásban. Sendraž Libchyně, Jestřebí és Mezilesí településekkel határos. Lakosainak száma 103 fő (2024. január 1.).

## Népesség
A település lakosságának változását az alábbi diagram mutatja:
| Lakosok száma | 216  | 205  | 179  | 113  | 101  | 95   | 101  | 107  | 117  | 103  |
|               | 1869 | 1900 | 1921 | 1961 | 1980 | 2011 | 2016 | 2019 | 2021 | 2024 |